# Cryptocanthon
Cryptocanthon är ett släkte av skalbaggar. Cryptocanthon ingår i familjen bladhorningar.

## Dottertaxa tillCryptocanthon, i alfabetisk ordning[1]
- Cryptocanthon altus
- Cryptocanthon andersoni
- Cryptocanthon bochilae
- Cryptocanthon brevisetosus
- Cryptocanthon campbellorum
- Cryptocanthon chiriquinus
- Cryptocanthon cristobalensis
- Cryptocanthon curticrinis
- Cryptocanthon denticulum
- Cryptocanthon escobari
- Cryptocanthon foveatus
- Cryptocanthon galbao
- Cryptocanthon genieri
- Cryptocanthon gilli
- Cryptocanthon howdeni
- Cryptocanthon humidus
- Cryptocanthon lindemanae
- Cryptocanthon lobatus
- Cryptocanthon lobipygus
- Cryptocanthon medinae
- Cryptocanthon montebello
- Cryptocanthon napoensis
- Cryptocanthon nebulinus
- Cryptocanthon newtoni
- Cryptocanthon ocosingo
- Cryptocanthon osaensis
- Cryptocanthon otonga
- Cryptocanthon paradoxus
- Cryptocanthon parvus
- Cryptocanthon peckorum
- Cryptocanthon pumilus
- Cryptocanthon punctatus
- Cryptocanthon rayonensis
- Cryptocanthon solisi
- Cryptocanthon urguensis